# Pareas hamptoni
Pareas hamptoni — вид неотруйної змії родини Pareatidae.

## Поширення
Змія поширена у тропічних лісах Південно-Східній Азії (М'янма, Південний Китай, Таїланд, Лаос, Камбоджа та В'єтнам).